# Outta Season
Outta Season — студійний альбом американського дуету Ike & Tina Turner, випущений у червні 1969 року лейблом Blue Thumb.

## Опис
Альбом став першим для дуету Ike & Tina Turner, випущеним на каліфорнійському лейблі Blue Thumb.
Складається з 13 композицій і включає в основному з кавер-версії пісень, серед яких «I've Been Loving You Too Long» Отіса Реддінга, «Five Long Years» Едді Бойда, «Dust My Broom» Елмора Джеймса, «Reconsider Baby» Лоуелла Фулсона, «Honest I Do» Джиммі Ріда та ін.
У 1969 році альбом посів 43-є місце в R&B Albums і 91-е місце в The Billboard 200 чартах журналу «Billboard».
У 1969 році «I've Been Loving You Too Long»/«Grumbling» і «Crazy ' Bout You Baby» були видані на синглах. «I've Been Loving You Too Long» посіла 23-є в R&B Singles і 68-е в Billboard Hot 100.

## Список композицій
1. «I've Been Loving You Too Long» (Джеррі Батлер, Отіс Реддінг)  — 3:40
2. «Mean Old World» (Ті-Боун Вокер, аранж. Айк Тернер) — 2:20
3. «3 O'Clock in the Morning Blues» (Райлі Кінг, Жуль Тоб) — 3:20
4. «Five Long Years» (Едді Бойд)— 2:30
5. «Dust My Broom» (Елмор Джеймс) — 3:45
6. «Grumbling» (Айк Тернер) — 2:35
7. «I Am a Motherless Child» (Тіна Тернер) — 3:30
8. «Crazy 'Bout You Baby» (Віллі Вільямсон)— 3:25
9. «Reconsider Baby» (Лоуелл Фулсон)— 2:40
10. «Honest I Do» (Юарт Абнер, Джиммі Рід) — 2:20
11. «Please Love Me» (Райлі Кінг, Жуль Тоб) — 2:10
12. «My Babe» (Віллі Діксон)— 1:50
13. «Rock Me Baby» (Райлі Кінг, Джо Джосі)— 2:45

## Учасники запису
- Тіна Тернер — вокал
- Айк Тернер — гітара

Технічний персонал
- Боб Краснов — продюсер
- Тіна Тернер — продюсер
- Айк Тернер — аранжування

## Хіт-паради
Альбоми
| Рік  | Чарт              | Позиція |
| ---- | ----------------- | ------- |
| 1969 | The Billboard 200 | 43      |
| 1969 | R&B Albums        | 91      |

Сингли
| Рік  | Сингл                           | Чарт              | Позиція |
| ---- | ------------------------------- | ----------------- | ------- |
| 1969 | «I've Been Loving You Too Long» | R&B Singles       | 23      |
| 1969 | «I've Been Loving You Too Long» | Billboard Hot 100 | 68      |